# Passepied

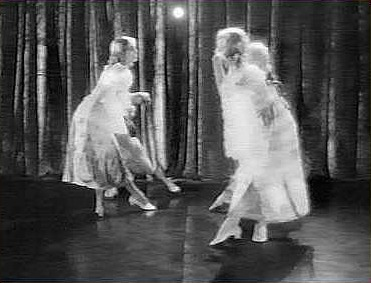

Passepied é uma dança de origem francesa. 
Surgiu na Bretanha como uma dança popular de caráter rústico e alegre e ritmo binário, que iniciava sempre com uma anacruse. Seu nome descreve o movimento dos pés usado nesta dança, que envolvia a passagem dos pés um sobre o outro: daí passe-pied, ou seja, "passa o pé". A primeira menção histórica do passepied foi feita por Noël du Fail em 1548, dizendo que era comum nos bailes bretãos. As primeiras descrições literárias associam o passepied com o universo dos marujos.
Em meados do século XVII caiu nas graças da aristocracia francesa e inglesa. A partir de então o passepied se transformou. Foi introduzido o ritmo ternário de 3/4 ou 3/8, tornando-o um pouco parecido com o minueto, e foi associado com um mundo pastoril bucólico e idílico, dando-se-lhe uma feição cortesã e erudita, passando a ser incluído, com uma roupagem sofisticada, em suítes de danças, em bailados com dançarinos profissionais, e em interlúdios instrumentais de óperas. Nas suítes é um número opcional, e quando incluído costuma ser colocado entre a sarabanda e a giga. Pode ser dividido em várias seções com ritornellos.
Foi muito apreciado durante o período Barroco como um gênero de dança, mas também foi reconhecido e explorado como um gênero de música em direito próprio. André Campra, Lully, Couperin, Rameau, Bach e Gluck, entre outros, escreveram passepieds para o cravo ou para variadas formações camerísticas ou orquestrais. Com o nascimento do Neoclassicismo e o crescente prestígio de outras formas e gêneros, no fim do século XVIII começou a sair de moda na cultura erudita, mas no campo ainda sobrevive.